# Месники (комікс)
«Месники» (англ. «The Avengers») — серія коміксів про команду Месників, ідеї Стена Лі та видавництва Marvel Comics.
Оригінальний старт серії розпочався ще у 1963 року (Vol. 1). Проте старт публікації серії яка згодом буде видана в українському виданні розпочався у травні 2018 року (Vol. 8).

## Історія
У 1960 році схоже видавництво DC Comics запустило свою серію коміксів за участю команди супергероїв під назвою «Ліга Справедливості». Вражений сильними продажами цих коміксів, Мартін Ґудман, власник Timely Comics (раннє Marvel Comics), попросив Стена Лі створити серію з участю аналогічної команди супергероїв для Marvel. Стен розповідає про походження цього коміксу Marvel:
Мартін згадав, що він помітив як одна з серій, опублікованих National Comics, продавалася куди краще, ніж більшість інших. Це були комікси під назвою Ліга Справедливості Америки, які складалися з команди супергероїв. ... - Якщо Ліга Справедливості продається, - сказав він, - чому б нам не випустити свій комікс з командою супергероїв?— Стен Лі, Origins of Marvel Comics, Act 1974
Як і Ліга справедливості, Месники були об'єднанням вже раніше існуючих персонажів-супергероїв, створених Стеном Лі та Джеком Кірбі. Кірбі малював малюнок лише для перших восьми випусків, на додаток він також робив макети вікон малюнків для випуску #16. Оригінальна серія, з випуску #6 (липень 1964) випускалася двічі на місяць, а з випуску #402 (вересень 1996) — щомісяця. Іноді випускалися додаткові випуски-щорічники, міні-серії, а також щоквартальні збірки минулих випусків у коміксах гігантських-розмірів. Marvel подали заявку на товарний знак  «The Avengers» (укр. Месники) у 1967 році, а відомство по патентах і товарних знаках Сполучених Штатів видало реєстрацію в 1970 році.
Між 1996 і 2004 роками Marvel тричі перезапускали основну серію «The Avengers» (укр. «Месники»). 1996 року сюжет "Heroes Reborn", у якому Marvel уклала контракт з зовнішніми компаніями на виробництво чотирьох серій, включала новий том (перезапуск) серії «The Avengers». Це сталося у альтернативному всесвіті, з оновленою історією, не пов'язаною з класичною хронологією Marvel. «The Avengers Vol. 2» була написана Робом Ліфельдом і намальована Джимом Валентіно, та протривала до 13 випусків (листопад 1996 – листопад 1997). Останній випуск, якої був представлений як кросовер з іншими героями серій Reborn, повернув персонажів у головний всесвіт Marvel.
«The Avengers Vol. 3» знову перезапустила серію, ця серія тривала з лютого 1998 року по серпень 2004 року отримавши 84 випуски за свій час існування. Щоб збігтися з тим, що було у 500-му випуску оригінальної серії, Marvel змінило нумерацію, та The Avengers #500-503 (вересень – грудень 2004), так само як і ван-шотний випуску Месників «Avengers Finale» (січень 2005), стали сюжетом про "Розпад Месників" і фіналом для серії Vol. 3.
«The Avengers Vol. 4» дебютувала у липні 2010 року і протривала до січня 2013 року.
«The Avengers Vol. 5» була запущена у лютому 2013 року, тривала до червня 2015 року.
У жовтні 2015 року вийшов комікс The Avengers Vol. 6 #0, який і став єдиним для серії Vol. 6.
Після кросоверного-сюжету «Secret Wars» дебютувала нова команда Месників, та її сольна серія «The Avengers Vol. 7». Ця серія також отримала підзаголовок у назві «All-New, All Different Avengers». Серія тривала до листопада 2017. Після 11 випуску - серія повернулася до нумерації Vol. 1 та наступний випуск отримав номер #672. таким чином серія протривала до #690. Внаслідок чого отримала 29 випусків, та 5 міні-випусків доповнень.
У липні 2018 Marvel Comics випустили перший випуск нового перезапуску у рамках Fresh Start, задачею якого було повернути класичний дух, персонажів і склад команди, а також класичні сюжети. «The Avengers Vol 8» розпочався з The Avengers Vol 8 #1 у липні 2018, та, на разі, все ще триває.

## Сюжет
| - США - Avengers Vol. 1: The Final Host - Україна - Месники: Останній загін | - США - Avengers Vol. 8 #1–6, фрагменти з Free Comic Book Day 2018 - Україна - Avengers Vol. 8 #1–6 | - США - 16 жовтня 2018 - Україна - 6 травня 2019 | Том | 1 | - США - 160 - Україна - 144 |
| - США - Avengers Vol. 2: World Tour - Україна - Месники Том 2               | - Avengers Vol. 8 #7–12                                                                             | - США - 19 березня 2019 - Україна - N/A          | Том | 2 | - США - 160 - Україна - N/A |
| - США - Avengers Vol. 3: Kingdom of Vampires - Україна - Месники Том 3      | - Avengers Vol. 8 #13-17                                                                            | - США - 18 червня 2019 - Україна - N/A           | Том | 3 | - США - 136 - Україна - N/A |
| - США - Avengers Vol. 4 - Україна - Месники Том 4                           | - Avengers Vol. 8 #21-25                                                                            | - США - 10 грудня 2019 - Україна - N/A           | Том | 4 | - США - 112 - Україна - N/A |

### Останній загін
Нова ера могутніх героїв Землі. Стів Роджерс, Тоні Старк, Тор Одінсон. Велична трійка нарешті возз'єдналася — і якраз вчасно, щоб врятувати світ від космічних богів заввишки 600 метрів, відомих як Небожителі. Побачте прихід останнього воїнства. Але хто відповість на заклик, щоб приєднатися до нової команди Месників? У той час як Чорна пантера і Доктор Стрендж борються за своє життя глибоко під землею, Капітан Марвел стикається зі смертю і руйнуванням, яке приходить з небес на Землю.

## У інших медіа

### Фільми
- Кіновсесвіт Marvel:
Команда Месників є основною сюжетною лінією у фільмах Кіновсесвіту Marvel, починаючи ще з першої частини Залізної людини, у якому була представлена «Ініціатива Месників».
  1. 4 травня 2012 студія Marvel випустила фільм «Месники». Джосс Відон написав сценарій та зрежесирував фільм. Головними акторами стали: Роберт Дауні-молодший у ролі Залізної людини, Кріс Еванс у ролі Капітана Америки, Марк Раффало у ролі Галка, Кріс Гемсворт у ролі Тора, Скарлетт Йоганссон у ролі Чорної вдови, та Джеремі Реннер у ролі Соколиного ока. Фільм розповідає історію походження та створення команди.
  2. 1 травня 2015 року вийшов сиквел — «Месники: Ера Альтрона», написаний і зрежисований знову Відоном. Фільм представляє усіх Месників з першого фільму, а також вводить нових героїв у команду: таких як Багряна Відьма, роль якої виконала Елізабет Олсен; Ртуть, якого відіграв Аарон Тейлор-Джонсон; та Віжн, якого зіграв Пол Беттані. У кінці Ери Альтрона створюється новий склад команди Месників, до якої тепер входять: Капітан Америка, Чорна вдова, Багряна відьма, Сокіл (у виконанні Ентоні Маккі), Віжн та Бойова машина (Дон Чідл).
    - 6 травня 2016 року новий склад Месників з'являється у фільму «Перший месник: Протистояння», від режисерів Ентоні і Джо Руссо. У Протистоянні команда розколюється на дві самостійні групи: одну очолює Капітан Америка, а іншу - Залізна Людина. Команда Капітан Америка включає у себе: Соколине око, Сокіла, Багряну відьму, Людину-мураху (Пол Радд) та Зимового солдата (Себастіан Стен). У той час як група Залізної Людини складається з: Бойової машини, Чорної вдови, Чорної пантери (Чедвік Боузман), Віжина, та Людина-павука (Том Голланд).

  3. 27 квітня 2018 року розколоті Месники, після подій Протистояння, знову з'являються у фільму «Месники: Війна нескінченності», знову від режисерів братів Руссо. У цьому фільмі Тоні Старк та Пітер Паркер об'єднуються зусиллями з Доктором Стренджем (Бенедикт Камбербетч) та Вартовими галактики, щоб зупинити титана Таноса (Джош Бролін), який претендує на Камені Вічності. Ця група зазнає невдачі, втрачаючи камінь часу Стренджа. Коли Танос здобуває усі шість каменів - він одразу ж винищує половину створінь всесвіту, усього лише одним "клацем" своїх пальців, внаслідок чого зникають: практично усіх Вартові галактики та декілька нових Месників та самостійних героїв. Залишається лише: Ракета (озвучений Бредлі Купером, укр. Назар Задніпровський), Небула (Карен Ґіллан), Бойова машина, та усі оригінальні Месники (з першої частини).
    - 7 березня 2019 року вийшов фільм «Капітан Марвел», дії якого відбувалися у 1990-х роках. У фільмі показано, що Ф'юрі насправді назвав Ініціативу Месників на честь Керол Денверс, позивним якої, коли вона була пілотом ВПС, був "Месниця".

  4. 26 квітня 2019 року у кінопрокат вийде «Месники: Завершення» - продовження історії Війни нескінченності, пригод Таноса та перезбір оригінальних Месників.

### Відеоігри
- Екшн-гра від першої особи про Месників була запланована розробником THQ Studio Australia, в очікуванні збігтися з випуском першого фільму про команду у 2012 році. У грі були б представлені такі герої як: Залізна людина, Капітан Америка, Галк та Тор у якості головних героїв; а також Чорна Вдова, Соколине Око, Бойова машина та Пані Марвел, які з'явлються у якості персонажів яких можна здобути. Сюжет, мав би бути заснований не на прийдешньому фільмі, а на відомій комікс-події «Secret Invasion», яка була написана ветераном-коміків Браяном Майклом Бендісом. Хоч і у розробки гри був досягнутий значний прогрес, але у кінцевому підсумку вона була скасована після закриття THQ Studio Australia.
- Месники, хоча і не з'являються фізично, але згадуються у грі «Людина-павук». А саме: Капітан Америка та Залізна людина у біографії Отто Октавіуса. Крім того, штаб-квартира найвідомішої команди коміксів Marvel - Вежа Месників з'являється посеред Нью-Йорка гри.
- Наприкінці січня 2017 року Marvel оголосила про спільне партнерство з Square Enix для мультиігрових проєктів, починаючи з гри, заснованої на Месниках.
  1. 15 травня 2020 року вийде «Marvel's Avengers» від розробників Crystal Dynamics.